# Stabat Mater

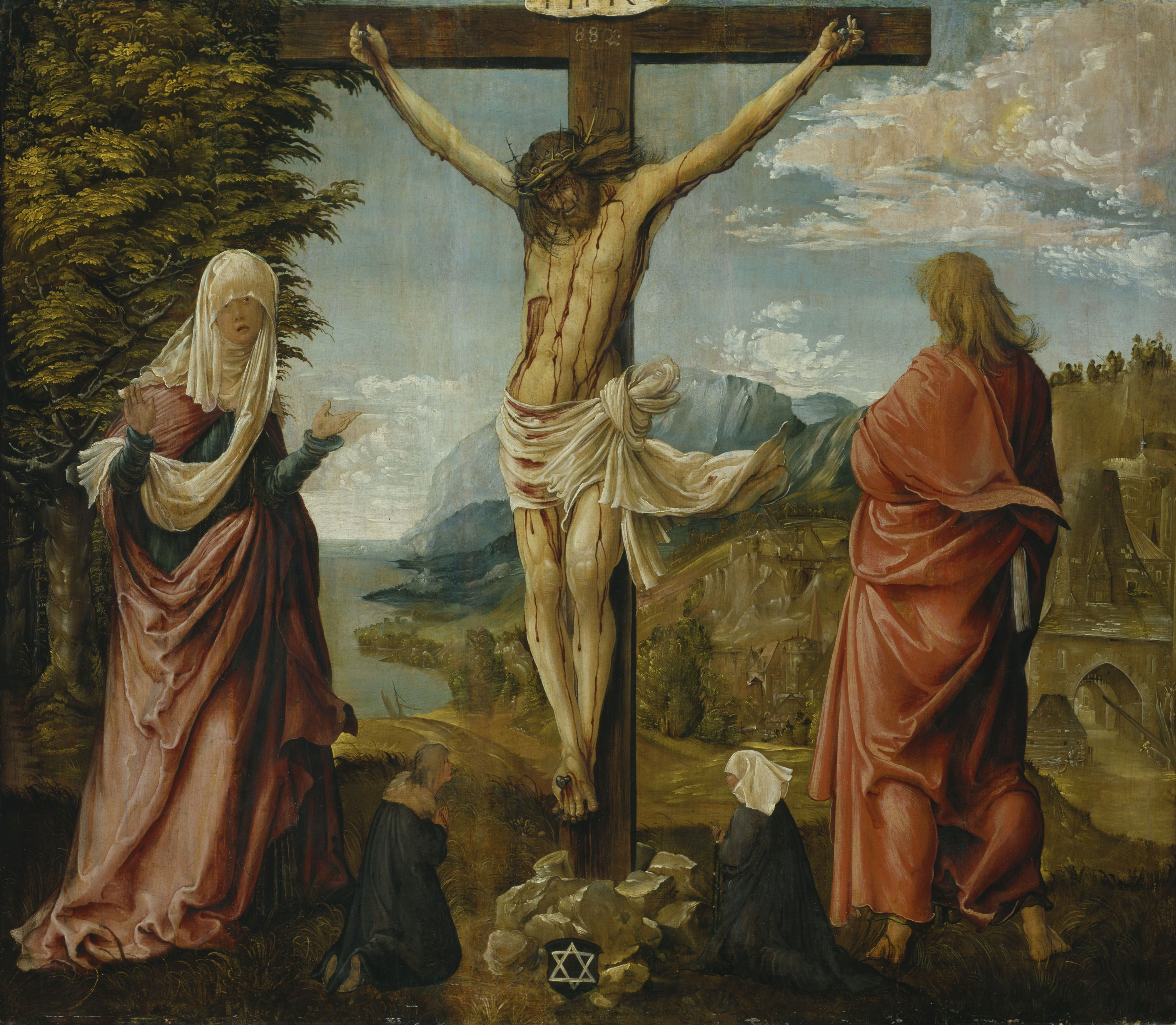
Albrecht Altdorfer: Jézus a keresztfán, anyja, Mária és tanítványa, János között

A Stabat Mater siralomének, amely Szűz Máriának a keresztfa mellett átélt fájdalmáról szól; egyike a legismertebb középkori énekeknek.  A szerzősége vitatott, leginkább Jacopone da Todit tartják költőjének, de kötik Szent Bonaventura, illetve III. Ince pápa nevéhez is. A himnusz címe az első sorából adódik: Stabat mater dolorosa (szó szerinti fordításban: „Állt a fájdalommal terhes anya”).
A himnusz első többszólamú megzenésítője Josquin des Prez, utána több neves zeneszerző is megzenésítette: Giovanni Pierluigi da Palestrina, Alessandro Scarlatti, Giovanni Battista Pergolesi, Antonio Vivaldi, Antonio Caldara, Joseph Haydn, Franz Schubert, Gioachino Rossini, Liszt Ferenc, Antonín Dvořák, Karol Szymanowski, Francis Poulenc és Dohnányi Ernő.	
Magyar átköltése szerepel a Kisdi Benedek egri püspök nevéhez fűződő Cantus catholici, régi és új, deák és magyar ájítatos énekek és litániák című katolikus énekeskönyvben (1651). Magyar fordítói Imets Fülöp Jákó (1860), Sántha Mihály (1880) és Babits Mihály.

## Szövege

### A latin szöveg
Bár már korábban is használták, csak 1908 óta ez a hivatalos, vatikáni változat. Feltételezhető azonban, hogy nem pontosan ez az eredeti latin szöveg. Középkori kódexekben és más régi forrásokban az alábbitól kis mértékben eltérő szöveg olvasható.
Stabat Mater dolorósa

Iuxta crucem lacrimósa

Dum pendébat Fílius

Cuius ánimam geméntem

Contristátam et doléntem

Pertransívit gládius

o quam tristis et afflícta

Fuit illa benedícta

Mater unigéniti!

Quæ moerébat et dolébat,

Pia Mater, dum vidébat

Nati pœnas íncliti

Quis est homo qui non fleret,

Matrem Christi si vidéret

In tanto supplício?

Quis non posset contristári,

Christi Matrem contemplári

Doléntem cum Fílio?

Pro peccátis suæ géntis

Vidit Iesum in torméntis,

Et flagéllis súbditum.

Vidit suum dulcem natum

Moriéndo desolátum

Dum emísit spíritum

Eia Mater, fons amóris 

Me sentíre vim dolóris

Fac, ut tecum lúgeam

Fac, ut árdeat cor méum 

In amándo Christum Deum

Ut sibi compláceam

Sancta Mater, istud agas,

Crúcifixi fige plagas

Cordi meo válide.

Tui nati vulneráti,

Tam dignáti pro me pati,

Pœnas mecum dívide.

Fac me tecum, pie, flere,

Crucifíxo condolére,

Donec ego víxero.

Iuxta crucem tecum stare,

Et me tibi sociáre

In planctu desídero

Virgo vírginum præclára,

Mihi iam non sis amára

Fac me tecum plángere

Fac, ut portem Christi mortem

Passiónis fac consórtem,

Et plagas recólere.

Fac me plagis vulnerári,

Fac me cruce inebriári,

Et cruóre Fílii

Flammis ne urar succénsus

Per Te, Virgo, sím defénsus

In dee iudícii

Christe, cum sit hinc exíre,

Dá per Matrem me veníre

Ad palmam victóriæ

Quando corpus moriétur,

Fac, ut ánimæ donétur

Paradísi glória. Amen.

### A szöveg magyarul
(Babits Mihály fordítása)
Jacopo da Todi himnusza a fájdalmas anyáról
Állt az anya keservében

sírva a kereszt tövében,

melyen függött szent Fia,

kinek megtört s jajjal-tellett

lelkét kemény kardnak kellett

kínzón általjárnia.

Óh mily búsan, sujtva állt ott

amaz asszonyok-közt-áldott,

ki Téged szűlt, Egyszülött!

Mily nagy gyásza volt sírása

mikor látta szent Fiát a

szívtépő kínok között!

Van-e oly szem, mely nem sírna

Krisztus anyjával s e kínra

hidegen pillantana?

aki könnyek nélkül nézze,

hogy merűl a szenvedésbe

fia mellett az anya?

Látta Jézust, hogy fajtája

vétkéért mit vett magára

és korbáccsal vereték.

S látta édes fiát végül

haldokolni vigasz nélkül,

míg kiadta életét.

Kútja égi szeretetnek,

engedd éreznem sebednek

mérgét: hadd sírjak veled!

Engedd, hogy a szívem égjen

Krisztus isten szerelmében,

s ő szeressen engemet!

Óh szentséges anya, tedd meg,

a Keresztrefeszítettnek

nyomd szívembe sebeit!

Oszd meg, kérem, kínját vélem,

kinek érdem nélkül értem

tetszett annyit tűrni itt!

Jámborul hadd sírjak véled

és szenvedjek mígcsak élek

Avval, ki keresztre szállt!

Álljak a kereszt tövében!

Szívem szíved keservében

társad lenni úgy sovárg!

Szűzek szűze! Légy szívedben

hozzám jó és nem kegyetlen!

Oszd meg vélem könnyedet!

Add hogy sírván Krisztus sírján

sebeit szívembe írnám

s bánatodban részt vegyek!

Fiad sebe sebesítsen!

Szent keresztje részegítsen

és vérének itala.

hogy pokol tüzén ne égjek!

S az ítélet napján, kérlek,

te légy védőm, Szűzanya!

Ha majd el kell mennem innen,

engedj győzelemre mennem

anyád által, Krisztusom!

És ha testem meghal, adjad

hogy lelkem dicsőn fogadja

a pálmás paradicsom!